# Auto na korzu
Auto na korzu zbirka je pjesama Tina Ujevića izdana 1932. Za razliku od prvih dviju zbirki u kojima je osamljenost doživljena kao teret, a patnja kao prokletstvo, u ovoj zbirci pjesnik doživljava korjenite promjene u doživljavanju pojedinca u svijetu. Jedna od poznatijih pjesama iz ove zbirke jest Visoki jablan.

## Mjesto pisanja
Zbog Ujevićeva boemskog načina života, s vremenom su se proširile glasine da je ovu zbirku pisao u Nikšiću. Te su glasine potekle od Nikše Kokolja, konobara u sarajevskom kafiću Central u kojemu je Ujević provodio vrijeme. Kokolj je za novinare izjavio da je Ujević u gradu boravio sedam tjedana, no sâm Ujević pisao je svojevremeno da je ondje samo tiskana zbirka. Pritom je napomenuo da je u Nikšić pozvan u više navrata, no da nikad nije bio u prilici ondje otputovati.
Književnik Pavle Goranović dotaknuo se ove teme u svojoj knjizi Tin Ujević i Crna Gora, gdje je također demantirao glasine.